# Merry Christmas (single)
Merry Christmas is een nummer van de Britse singer-songwriters Ed Sheeran en Elton John. Het werd uitgebracht via Asylum en Atlantic Records als single op 3 december 2021. Het nummer verscheen op de kerstedities van Sheerans vijfde studioalbum, =, en Johns tweeëndertigste studioalbum, The Lockdown Sessions. De twee artiesten schreven het nummer samen met producer Steve Mac.  "Merry Christmas" kwam aan de top van de UK Singles Chart tijdens de week van 10 december 2021 en werd zo Sheerans twaalfde hit in het land en Johns negende nummer één single in het land. Het stond ook bovenaan de hitlijsten in Vlaanderen, Ierland, Nederland en Zwitserland. Het is Sheerans derde nummer 1-hit in de Vlaamse hitlijst.

## Achtergrond en promotie
"Merry Christmas" is Sheerans eerste kerstlied en Johns tweede kerstsingle, na de release van Step into Christmas uit 1973, hoewel Sheeran eerder het kerstlied uit 2016 When Christmas Comes Around van de Engelse zanger Matt Terry had geschreven. In een interview met NPO Radio 2 in oktober 2021 onthulde Sheeran dat John hem het jaar ervoor had gevraagd een nummer met hem te doen na het succes van Step into Christmas. 

## Videoclip
De officiële videoclip voor Merry Christmas ging samen met de release op 3 december 2021 in première op het YouTube-kanaal van Sheeran. In de video wordt een scène herschept uit de feestelijke romantische komische film Love Actually, waarin Sheeran en John eer bewijzen aan scènes uit Britse kersthits uit het verleden, waaronder Last Christmas, Walking in the Air en Merry Christmas Everyone  Verschillende mensen maakten een cameo in de video, waaronder Jonathan Ross, Michael McIntyre, Big Narstie, Mr. Blobby en de Darkness. 

## Hitlijsten

### Nederlandse Top 40
| Hitnotering: 11-12-2021 t/m 08-01-2022 | Hitnotering: 11-12-2021 t/m 08-01-2022 | Hitnotering: 11-12-2021 t/m 08-01-2022 | Hitnotering: 11-12-2021 t/m 08-01-2022 | Hitnotering: 11-12-2021 t/m 08-01-2022 | Hitnotering: 11-12-2021 t/m 08-01-2022 | Hitnotering: 11-12-2021 t/m 08-01-2022 |
| Week:                                  | 1                                      | 2                                      | 3                                      | 4                                      | 5                                      |                                        |
| -------------------------------------- | -------------------------------------- | -------------------------------------- | -------------------------------------- | -------------------------------------- | -------------------------------------- | -------------------------------------- |
| Positie:                               | 25                                     | 5                                      | 1                                      | 8                                      | 38                                     | uit                                    |

### NederlandseSingle Top 100
| Hitnotering (week 1 t/m 5): 11-12-2021 t/m 08-01-2022 Hitnotering (week 6 t/m 9): 10-12-2022 t/m 31-12-2022 | Hitnotering (week 1 t/m 5): 11-12-2021 t/m 08-01-2022 Hitnotering (week 6 t/m 9): 10-12-2022 t/m 31-12-2022 | Hitnotering (week 1 t/m 5): 11-12-2021 t/m 08-01-2022 Hitnotering (week 6 t/m 9): 10-12-2022 t/m 31-12-2022 | Hitnotering (week 1 t/m 5): 11-12-2021 t/m 08-01-2022 Hitnotering (week 6 t/m 9): 10-12-2022 t/m 31-12-2022 | Hitnotering (week 1 t/m 5): 11-12-2021 t/m 08-01-2022 Hitnotering (week 6 t/m 9): 10-12-2022 t/m 31-12-2022 | Hitnotering (week 1 t/m 5): 11-12-2021 t/m 08-01-2022 Hitnotering (week 6 t/m 9): 10-12-2022 t/m 31-12-2022 | Hitnotering (week 1 t/m 5): 11-12-2021 t/m 08-01-2022 Hitnotering (week 6 t/m 9): 10-12-2022 t/m 31-12-2022 | Hitnotering (week 1 t/m 5): 11-12-2021 t/m 08-01-2022 Hitnotering (week 6 t/m 9): 10-12-2022 t/m 31-12-2022 | Hitnotering (week 1 t/m 5): 11-12-2021 t/m 08-01-2022 Hitnotering (week 6 t/m 9): 10-12-2022 t/m 31-12-2022 | Hitnotering (week 1 t/m 5): 11-12-2021 t/m 08-01-2022 Hitnotering (week 6 t/m 9): 10-12-2022 t/m 31-12-2022 | Hitnotering (week 1 t/m 5): 11-12-2021 t/m 08-01-2022 Hitnotering (week 6 t/m 9): 10-12-2022 t/m 31-12-2022 | Hitnotering (week 1 t/m 5): 11-12-2021 t/m 08-01-2022 Hitnotering (week 6 t/m 9): 10-12-2022 t/m 31-12-2022 |
| Week: | 1 | 2 | 3 | 4 | 5 | | 6 | 7 | 8 | 9 | |
| --- | --- | --- | --- | --- | --- | --- | --- | --- | --- | --- | --- |
| Positie: | 37 | 23 | 11 | 11 | 88 | uit | 91 | 44 | 38 | 23 | uit |

### VlaamseUltratop 50
| Hitnotering (week 1 t/m 4): 11-12-2021 t/m 01-01-2022 Hitnotering (week 5 t/m 6): 24-12-2022 t/m 31-12-2022 Hitnotering (week 7): 31-12-2023 | Hitnotering (week 1 t/m 4): 11-12-2021 t/m 01-01-2022 Hitnotering (week 5 t/m 6): 24-12-2022 t/m 31-12-2022 Hitnotering (week 7): 31-12-2023 | Hitnotering (week 1 t/m 4): 11-12-2021 t/m 01-01-2022 Hitnotering (week 5 t/m 6): 24-12-2022 t/m 31-12-2022 Hitnotering (week 7): 31-12-2023 | Hitnotering (week 1 t/m 4): 11-12-2021 t/m 01-01-2022 Hitnotering (week 5 t/m 6): 24-12-2022 t/m 31-12-2022 Hitnotering (week 7): 31-12-2023 | Hitnotering (week 1 t/m 4): 11-12-2021 t/m 01-01-2022 Hitnotering (week 5 t/m 6): 24-12-2022 t/m 31-12-2022 Hitnotering (week 7): 31-12-2023 | Hitnotering (week 1 t/m 4): 11-12-2021 t/m 01-01-2022 Hitnotering (week 5 t/m 6): 24-12-2022 t/m 31-12-2022 Hitnotering (week 7): 31-12-2023 | Hitnotering (week 1 t/m 4): 11-12-2021 t/m 01-01-2022 Hitnotering (week 5 t/m 6): 24-12-2022 t/m 31-12-2022 Hitnotering (week 7): 31-12-2023 | Hitnotering (week 1 t/m 4): 11-12-2021 t/m 01-01-2022 Hitnotering (week 5 t/m 6): 24-12-2022 t/m 31-12-2022 Hitnotering (week 7): 31-12-2023 | Hitnotering (week 1 t/m 4): 11-12-2021 t/m 01-01-2022 Hitnotering (week 5 t/m 6): 24-12-2022 t/m 31-12-2022 Hitnotering (week 7): 31-12-2023 | Hitnotering (week 1 t/m 4): 11-12-2021 t/m 01-01-2022 Hitnotering (week 5 t/m 6): 24-12-2022 t/m 31-12-2022 Hitnotering (week 7): 31-12-2023 | Hitnotering (week 1 t/m 4): 11-12-2021 t/m 01-01-2022 Hitnotering (week 5 t/m 6): 24-12-2022 t/m 31-12-2022 Hitnotering (week 7): 31-12-2023 | Hitnotering (week 1 t/m 4): 11-12-2021 t/m 01-01-2022 Hitnotering (week 5 t/m 6): 24-12-2022 t/m 31-12-2022 Hitnotering (week 7): 31-12-2023 |
| Week: | 1 | 2 | 3 | 4 | | 5 | 6 | | 7 | | |
| --- | --- | --- | --- | --- | --- | --- | --- | --- | --- | --- | --- |
| Positie: | 19 | 8 | 4 | 1 | uit | 31 | 7 | uit | 45 | uit | |

### NPO Radio 2 Top 2000
Merry Christmas stond alleen in 2023 in de NPO Radio 2 Top 2000, op plek 1904.